# Leclercera aniensis
Leclercera aniensis es una especie de araña araneomorfa del género Leclercera, familia Psilodercidae. Fue descrita científicamente por Chang & Li en 2020.
Habita en China. El holotipo masculino mide 4,38 mm y el paratipo femenino 3,44 mm.